# Duften af Beirut
Duften af Beirut er en dansk dokumentarfilm fra 2007, der er instrueret af Dorte Høeg Brask.

## Handling
Filmen følger 60-årige Brita under gensynet med Beirut, efter at krigen ændrede alt. Som ung boede og arbejdede Brita i et Beirut, som for 40 år siden var præget af rigdom og østerlandsk mystik. Krigen tvang hende væk fra Libanon og væk fra hendes livs store kærlighed, prins Habib. Det er et personligt ærinde at vende tilbage og kortlægge den elskedes skæbne efter det ufrivillige brud. Men rejsen tilbage har også andre og større politiske aspekter i en del af verden, som så tydeligt er præget af splidet mellem den arabiske og den vestlige verden.